# Тарасенко Віктор Олексійович
Ві́ктор Олексійович Тара́сенко — капітан поліції МВС України, учасник російсько-української війни.

## Життєпис
Станом на березень 2025 року — поліцейський ППОП «КОРД » ГУНП в Київській області.

## Нагороди
За особисту мужність і героїзм, виявлені у захисті державного суверенітету та територіальної цілісності України, вірність військовій присязі
- сержант міліції Віктор Тарасенко нагороджений орденом Данила Галицького (27.5.2015)[2].